# Soyhières
Soyhières je obec ve švýcarském kantonu Jura. Žije zde 433 obyvatel.

## Geografie

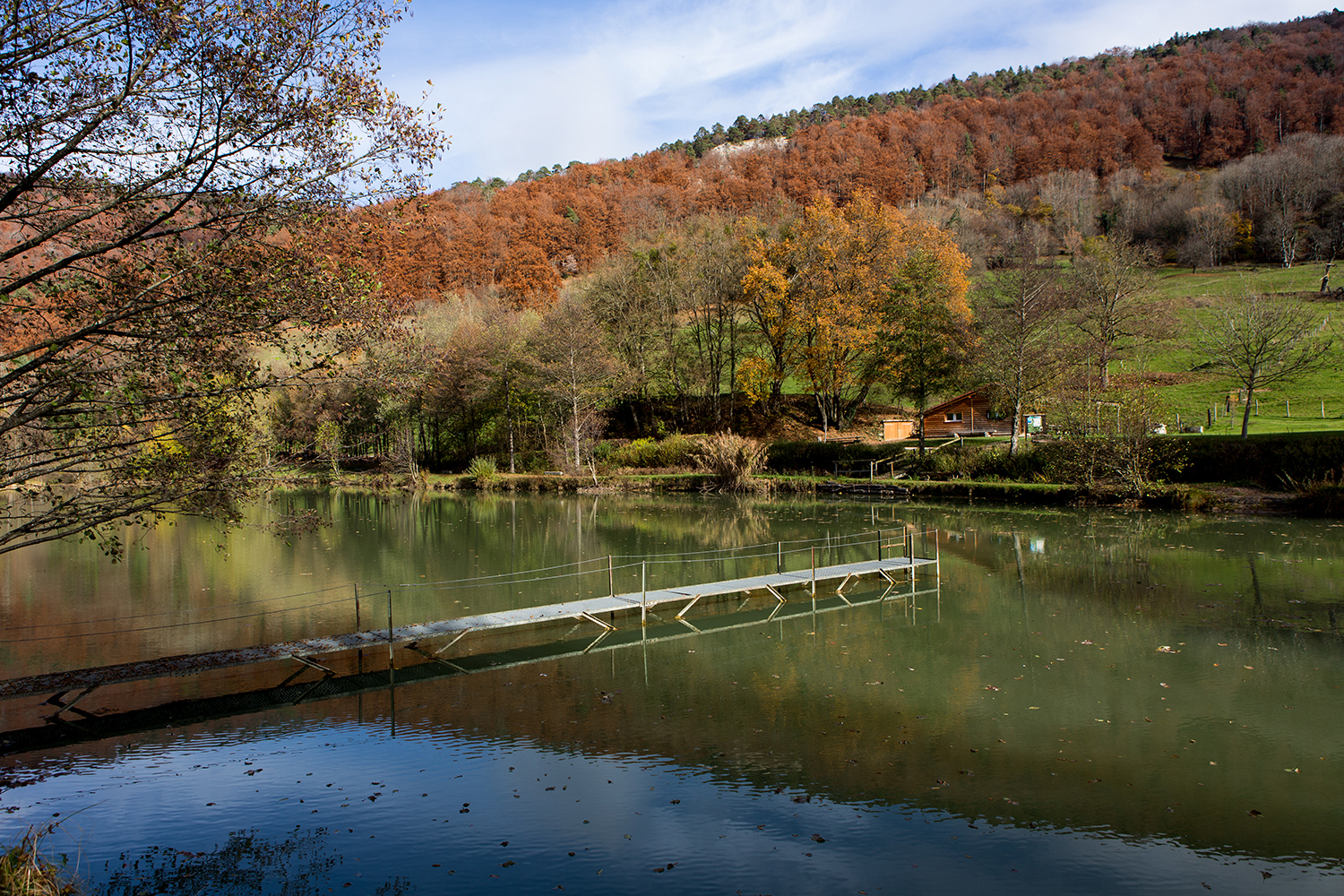
Rybník Étang de Réselle

Soyhières leží v nadmořské výšce 402 m, vzdušnou čarou 3,5 km severoseverovýchodně od hlavního města kantonu, Delémontu. Obec leží na severním okraji údolí řeky Birs, při ústí potoka Mettembert, v kopcovité krajině severního Jury.
Území obce o rozloze 7,5 km² pokrývá část pohoří Faltenjura severně od Delémontské kotliny. Jižní hranici tvoří převážně řeka Birs. Odtud se území rozprostírá nad dolní částí údolí Mettembert a jeho bočními údolími, která prorážejí jurské řetězce v soutěskách a vytvořila některé nápadné skalní výchozy. Území obce zahrnuje výšiny La Joux (817 m n. m.) a L’Aibet (německy Äbi, 747 m n. m.) a zasahuje daleko na sever až k Hasenschelu, který je s 840 m n. m. nejvyšším bodem obce na úpatí Soyhières. Na východě má Soyhières malou část severního svahu řetězce Fringeli. V roce 1997 bylo 6 % rozlohy obce pokryto zastavěnou plochou, 63 % lesy a háji, 30 % zemědělskou plochou a něco málo přes 1 % neproduktivní půdou.
K obci Soyhières patří vesnice Riedes-Dessus (německy Oberriederwald) v nadmořské výšce 386 m n. m. v hlubokém údolí řeky Birs mezi řekami Äbi a Fringelikette a několik samostatných zemědělských usedlostí. Sousedními obcemi Soyhières jsou Courroux, Delémont, Mettembert a Movelier v kantonu Jura a Roggenburg a Liesberg v kantonu Basilej-venkov. V údolí zvaném Surtel se nachází trojmezí s kantony Basilej-venkov a Solothurn.

## Historie

Letecký pohled (1953)

Obec je poprvé zmiňována v roce 1102 jako Sougere a v roce 1136 jako Sohires. Soyhières patřilo hrabatům, kteří sídlili na hradě Soyhières, který stojí na skalnatém výběžku jižně od obce, ale je součástí městské části Courroux. Hrabata spravovala Sornegau, které ve 13. století přešlo na hrabata z Ferrette v Alsasku. V roce 1271 bylo Soyhières prodáno basilejskému knížecímu biskupství. V letech 1793–1815 patřila obec k Francii a zpočátku byla součástí départementu du Mont-Terrible, od roku 1800 byla připojena k départementu Haut-Rhin. Na základě rozhodnutí Vídeňského kongresu se obec v roce 1815 stala součástí kantonu Bern a poté 1. ledna 1979 nově založeného kantonu Jura.
Vesnice Riedes-Dessus byla v roce 1856 převedena z Courroux do Soyhières, ale dosud tvoří samostatnou územní jednotku.

## Obyvatelstvo
| Rok            | 1850 | 1880 | 1900 | 1910 | 1930 | 1950 | 1960 | 1970 | 1980 | 1990 | 2000 |
| Počet obyvatel | 279  | 346  | 507  | 592  | 495  | 570  | 550  | 491  | 413  | 435  | 500  |

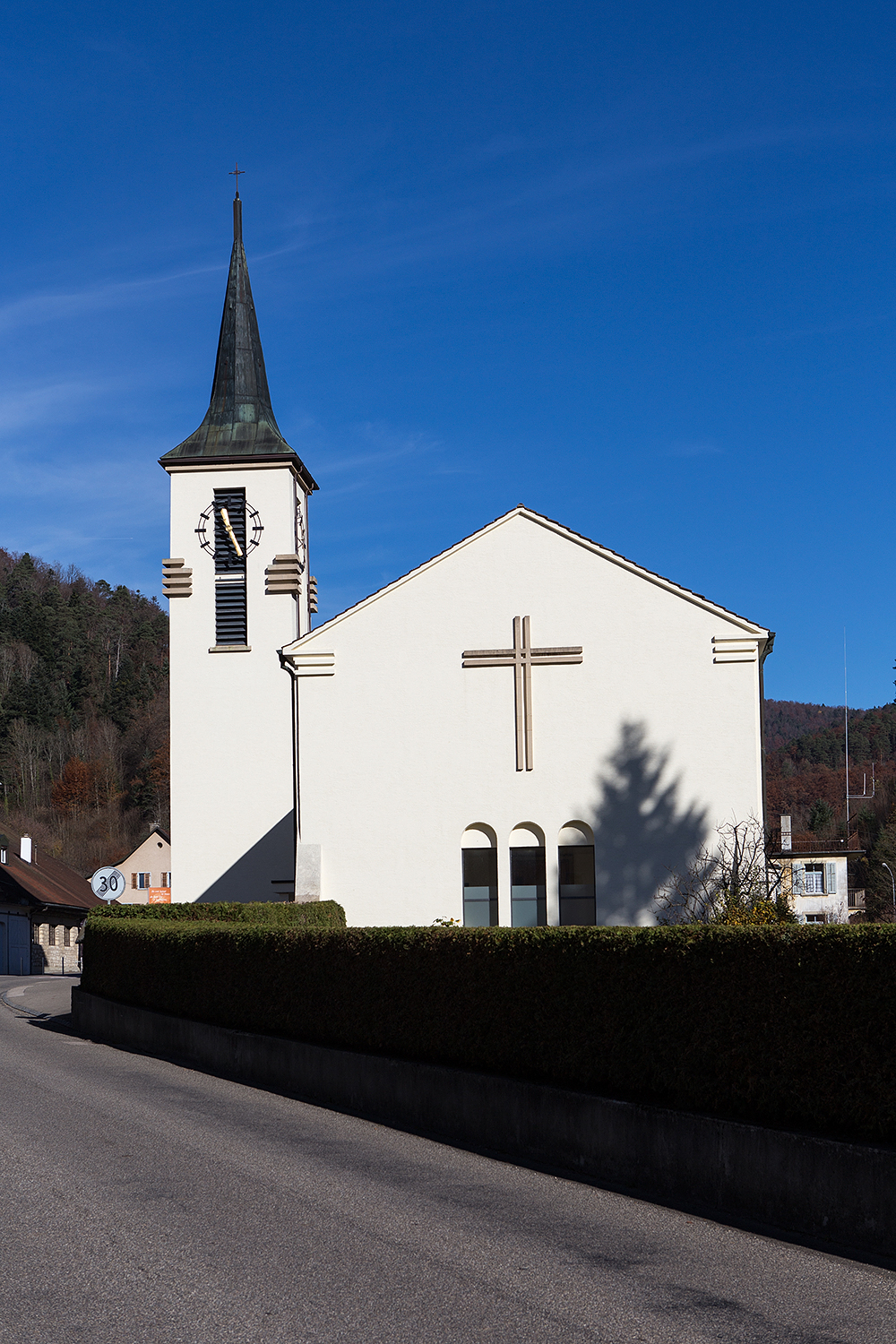
Kostel

Z celkového počtu obyvatel je 77,4 % francouzsky mluvících, 17,2 % německy mluvících a 2,2 % italsky mluvících (stav v roce 2000). Výrazný nárůst počtu obyvatel proběhl ve druhé polovině 19. století v souvislosti s výstavbou železnice. V průběhu 20. století bylo zaznamenáno několik výrazných výkyvů; dosud nejvyšší počet obyvatel byl zaznamenán v roce 1910 s 592 obyvateli.

## Hospodářství
Obec, pro kterou bylo dříve charakteristické zemědělství, se v posledních desetiletích vyvinula v obytnou vesnici. Mimo zemědělský sektor je v obci jen několik pracovních míst. Mnoho zaměstnanců (více než 50 %) proto za prací dojíždí a pracuje především v nedalekém Delémontu nebo v oblasti Laufentalu a Basileje.

## Doprava

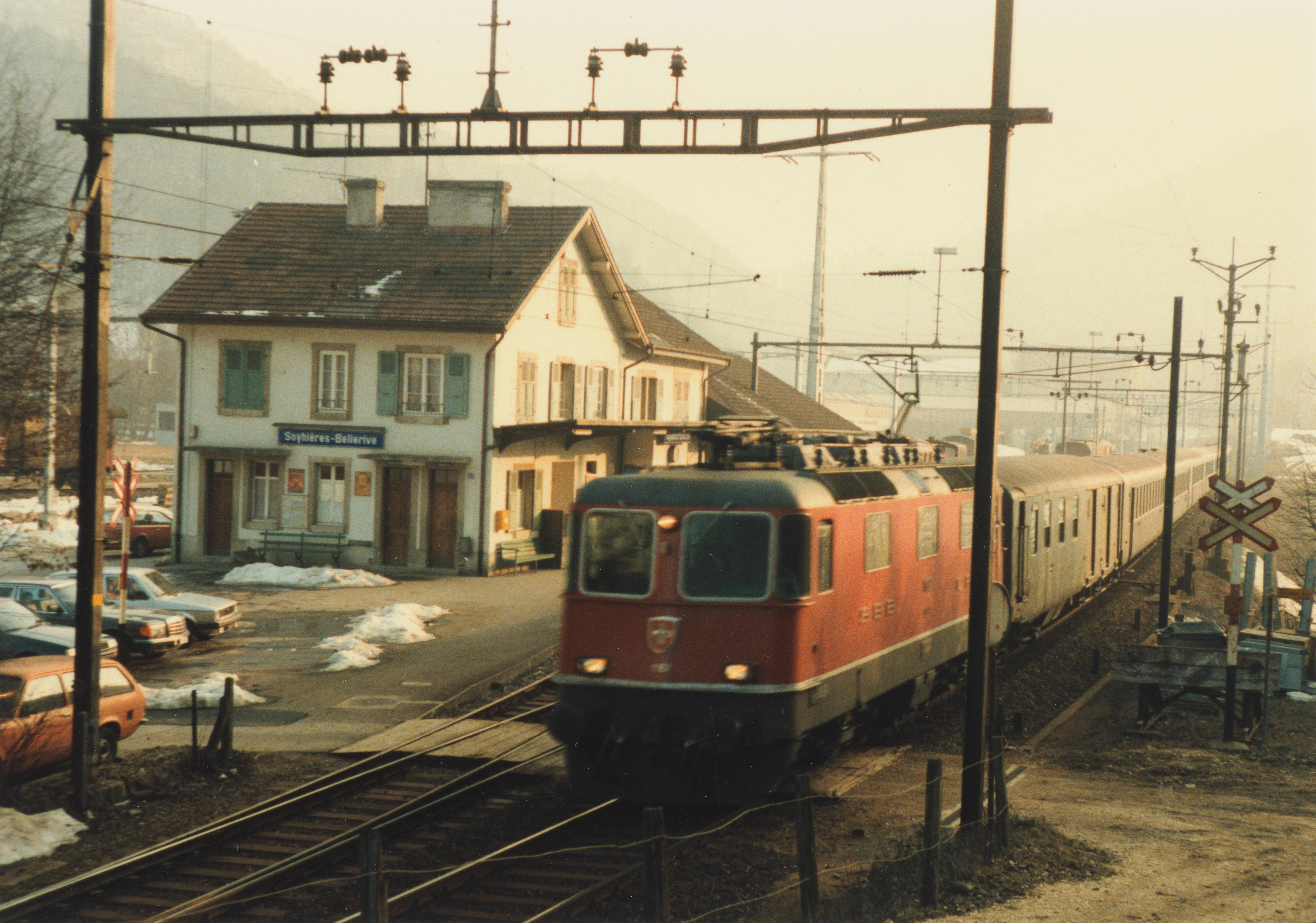
Bývalá železniční stanice Soyhières-Bellerive

Obec má dobré dopravní spojení. Nachází se na hlavní silnici z Basileje do Delémontu. Dne 25. září 1875 byla otevřena jurská železnice z Basileje do Delémontu se stanicí v Soyhières, která je však od 90. let 20. století uzavřena a vlaky zde již nejezdí. Soyhières je nyní napojeno na veřejnou dopravu pouze autobusovými linkami, které jezdí z Delémontu do obcí severního Jury.